# Телингатер, Соломон Бенедиктович
Соломо́н Бенеди́ктович Телинга́тер (12 мая 1903, Тифлис — 1 октября 1969, Москва) — советский живописец и график, представитель стиля конструктивизма. Создатель ряда наборных акцидентных и заголовочных шрифтов.

## Биография
Родился 29 апреля (12 мая) 1903 года в Тифлисе в семье театрального художника и графического дизайнера Бенедикта (Бено) Рафаиловича Телингатера (1876—1964), родом из местечка Монастырище, и Сары Ицковны Минцер, уроженки Елисаветграда. У него был младший брат Адольф. В доме говорили на идише, соблюдали еврейские традиции. В 1910 году семья переехала в Баку. Учился изобразительному искусству в художественных мастерских Наркомпроса в Баку (1919—1920), затем в московском Вхутемасе (1920—1921), где его преподавателем был В. А. Фаворский. По окончании учебы вернулся в Баку. В 1922 году создал серию иллюстраций к поэме А. А. Блока «Двенадцать».
В 1925 году переехал в Москву. Работал в различных издательствах. В 1928 году иллюстрировал поэму А. И. Безыменского «Комсомолия». Занимался оформлением журналов «Современная архитектура» и «СССР на стройке».
Во время Великой Отечественной войны в июне 1941 года добровольно вступил в 1-ю Московскую стрелковую дивизию народного ополчения. После расформирования дивизии с октября 1941 года назначен в 49-ю армию Западного фронта художником армейской редакции газеты «За Родину», в этой должности прошёл всю войну. В 1943 году вступил в КПСС. Завершил боевой путь в мае 1945 года в звании старшего лейтенанта административной службы. За боевые заслуги награждён тремя орденами и медалями.
После войны вернулся в Москву, где продолжил творческую деятельность в качестве художника-оформителя в различных редакциях и издательствах, а также стал автором ряда публикаций по оформительскому искусству.
Скончался 1 октября 1969 года в Москве.

## Семья
Сын — Владимир Соломонович Телингатер (род. 1934), инженер-механик, хранитель архива художника.

## Художественные работы

Обложка книги Н.Хикмета «Новые стихи»

### Оформление книг и иллюстрации
- Московский пушкинист: Сборник. — 1927.
- Маяковский В. Во весь голос. — 1931.
- Безыменский А. Комсомолия. — 1928.
- Сталин И.В. Доклады на XVI и XVII съездах ВКП(б). В 2-х томах. (Спец. издание для делегатов XVII съезда ВКП(б)). — 1934.
- Твардовский А. Василий Тёркин. — 1947.
- Эсхил. Прикованный Прометей. — 1948.
- Теодор Гриц. Меткие стрелки. — 1956.
- Эренбург И. Г. Буря. — 1950.
- Москва. Планировка и застройка города. 1945—1957. — 1958.
- Твардовский А. За далью — даль[8]. — 1961.
- Хикмет Н. Новые стихи. — 1961.
- Искусство книги. Выпуск 3. — 1962.
- Успенский Г. Нравы Растеряевой улицы. — 1964.
- Ленин. Собрание фотографий и кинокадров. — 1969.

### Шрифты
- Титульная Телингатера

Гарнитура Акцидентная Телингатера. Русский алфавит. Заглавные буквы

- Акцидентная Телингатера — 1955—1962

## Награды
- орден Отечественной войны I степени (31.05.1945)[9]
- орден Отечественной войны II степени (13.06.1945)[10]
- орден Красной звезды (01.03.1944)[11]
- Медали в том числе:
  - «За боевые заслуги» (14.09.1943)[12]
  - «За оборону Москвы» (1944)
  - «За Победу над Германией в Великой Отечественной войне 1941—1945 гг.» (1945)
- 1963 г. — Международная Гутенберговская премия (Лейпциг).